# Cristy Shedimar
Cristy Shedimar o Cristy Shedimar Tojo Velasco (Los Caracas, Vargas, Venezuela 1987) es una karateca nacida venezolana de nacionalidad española.
Ha ganado Campeonatos de España y Europeos y lleva más de 20 años como competidora, árbitra, profesora de kárate y autodefensa y directora de su propio club llamado Avalon Kai.

## Biografía
Shedimar es venezolana de nacimiento, pero a los 7 años se marchó a España, a Santiago de Compostela concretamente, con sus abuelos y debido a un problema en la vista le aconsejaron iniciarse en algún arte marcial. A los 8 años empezó con el kárate por el tema de coordinar mejor las distancias y el equilibrio ya que para las personas que no tienen profundidad de campo es difícil hacer una vida normal. Sus abuelos se recorrieron medio mundo tratando de buscar una cura para la ceguera de uno de sus ojos, pero no lo lograron así que, el kárate fue la salida a su problema porque mejoraba su profundidad de campo. Con una larga trayectoria en este deporte ha competido en distintas modalidades, invidente del ojo derecho. 
Desde hace 8 años vuelca sus energías y contagia su pasión en el CD Avalon Kai, donde es directora y técnica enseñando a centenares de niños y niñas. Junto con un grupo de mujeres con Mai Insua a la cabeza ha creado el proyecto Lésbicas Creando que procura autodefensa para quienes reciben violencia específica por su sexo u orientación sexual. No es un entrenamiento concreto, es una forma de establecer contactos, potenciar y cambiar la realidad de la violencia que nos rodea.

## Premios y reconocimientos
2021 Primer puesto en el 8.º Campeonato de España de Para-Kárate en la modalidad femenina.
2020 Medalla de oro en el Campeonato de España sénior y de para-karate
2019 Medalla de oro en el Campeonato de España en la categoría de Kata Deficiencia Visual Femenina
2019 Oro en el campeonato de Europa sénior de Parakárate en la modalidad de diversidad visual